# Bór wysokogórski
Bór wysokogórski typowy (BWG) – bór, występujący powyżej 1150 m n.p.m., w reglu górnym.
Próchnica wytworzona w tym regionie nazywana jest butwiną. Głównym gatunkiem jest tu świerk, domieszkowym jarzębina, w podszycie występuje porzeczka alpejska, runo stanowią np. podbiałek alpejski, wietlica alpejska, kosmatka alpejska, trzcinnik owłosiony.